# Campionati norvegesi di sci alpino 1987
I Campionati norvegesi di sci alpino 1987 si svolsero a Tromsø tra il 25 febbraio e il 1º marzo; furono assegnati i titoli di discesa libera, slalom gigante, slalom speciale e combinata, sia maschili sia femminili.

## Risultati

### Uomini

#### Discesa libera
| Pos. | Atleta        | Nazione  | Tempo   |
| ---- | ------------- | -------- | ------- |
| 1    | Trond Hafstad | Norvegia | 1:30,98 |
| 2    | Lasse Arnesen | Norvegia | 1:31,55 |
| 3    | Hølje Tefre   | Norvegia | 1:31,62 |

Data: 25 febbraio

#### Slalom gigante
| Pos. | Atleta        | Nazione  | Tempo   |
| ---- | ------------- | -------- | ------- |
| 1    | Einar Bøhmer  | Norvegia | 2:21,91 |
| 2    | Ivar Hagemoen | Norvegia | 2:22,12 |
| 3    | Ove Nygren    | Norvegia | 2:23,15 |

Data: 28 febbraio

#### Slalom speciale
| Pos. | Atleta        | Nazione  | Tempo   |
| ---- | ------------- | -------- | ------- |
| 1    | Odd Fossland  | Norvegia | 1:58,82 |
| 2    | Lasse Arnesen | Norvegia | 1:59,64 |
| 3    | Terje Lehne   | Norvegia | 2:03,20 |

Data: 1º marzo

#### Combinata
| Pos. | Atleta        | Nazione  |
| ---- | ------------- | -------- |
| 1    | Lasse Arnesen | Norvegia |
| 2    |               |          |
| 3    |               |          |

### Donne

#### Discesa libera
| Pos. | Atleta              | Nazione  | Tempo   |
| ---- | ------------------- | -------- | ------- |
| 1    | Janne Ugelstad      | Norvegia | 1:49,23 |
| 2    | Monica Granum       | Norvegia | 1:50,48 |
| 3    | Anne Mette Tandberg | Norvegia | 1:50,55 |

Data: 26 febbraio

#### Slalom gigante
| Pos. | Atleta            | Nazione  | Tempo   |
| ---- | ----------------- | -------- | ------- |
| 1    | Merete Fjeldavlie | Norvegia | 2:25,70 |
| 2    | Eli Hårdnes       | Norvegia | 2:27,07 |
| 3    | Anne Berge        | Norvegia | 2:27,68 |

Data: 28 febbraio

#### Slalom speciale
| Pos. | Atleta            | Nazione  | Tempo   |
| ---- | ----------------- | -------- | ------- |
| 1    | Kjersti Nilsen    | Norvegia | 1:45,30 |
| 2    | Anne Berge        | Norvegia | 1:46,21 |
| 3    | Merete Fjeldavlie | Norvegia | 1:48,99 |

Data: 1º marzo

#### Combinata
| Pos. | Atleta         | Nazione  |
| ---- | -------------- | -------- |
| 1    | Janne Ugelstad | Norvegia |
| 2    |                |          |
| 3    |                |          |